# Долений Махаровець
Долений Махаровець (словен. Dolenji Maharovec) —  поселення в общині Шентєрней, в історичному краї Нижня Крайна, що в Південно-східному статистичному регіоні Словнії. 
Знаходиться 170 метрів над рівнем моря. Поселення Долений Махаровець межує на півночі з вузькою смугою лісу Седілія, а на сході полями, під яким протікає струмок Пендірєвка що є правим притоком річки Крка. На заході є луки, нижче них більший Махаровський потік. На півдні села знаходиться поля під посів. Найвища точка в районі Трдінов Верх, за 10,1 км на південь від Доленджі Махаровець. 

## Історія
Перша згадка про поселення датується 1423 року.  В поселенні зареєстровано 16 обєктів нерухомої культурної спадщини Словенії.

## Населення
На кінець 2020 року населення складало 135 осіб з яких 77 чоловіків та 58 жінок.. Переважаючою сільськогосподарською галуззю є тваринництво. Працевлаштовані жителі села їздять на роботу до Шентернею та Ново місто.
| Роки      | 2011 | 2012 | 2013 | 2014 | 2015 | 2016 | 2017 | 2018 | 2019 | 2020 |
| Населення | 127  | 163  | 151  | 158  | 147  | 136  | 144  | 135  | 137  | 135  |